# 莱昂·狄骥
莱昂·狄骥（法語：Léon Duguit，1859年2月4日—1928年12月18日），法国公法领域的杰出学者（droit public）。在1882年到1886年间在卡昂任职后，于1892年被任命为波尔多大学宪法学的教授，他的其中一位同事是埃米尔·涂尔干。知名作品有《公法的变迁》。